# Volkshochschule Duisburg
Die Volkshochschule Duisburg ist eine kommunale Bildungseinrichtung der Stadt Duisburg in Nordrhein-Westfalen. Die im Jahr 1919 entstandene Volkshochschule gehört zu den 30 ältesten Einrichtungen ihrer Art in Deutschland.

## Geschichte
Die Entstehung der Duisburger Volkshochschule ist eng mit der Reichsverfassung von 1919 verbunden. In deren Artikel 148  wurde die Förderung des Bildungswesens, einschließlich der Volkshochschulen, erstmals gesetzlich verankert. Die Folge war eine Gründungswelle von Volkshochschulen in den ersten Jahren der Weimarer Republik. Für das Ruhrgebiet kann die Volkshochschule Essen mit ihrer Gründung im Mai 1919 als Vorreiterin gelten. Die Stadt Duisburg zog am 21. Oktober 1919 mit einem Ratsbeschluss zur Einrichtung einer Volkshochschule nach.
Die offizielle Eröffnung der Einrichtung für Erwachsenen- und Weiterbildung erfolgte im November desselben Jahres, bei den offiziellen Feierlichkeiten lag bereits das Programm für Winter 1919/1920 aus. Zunächst blieb die Volkshochschule auf mehrere Baulichkeiten im Stadtgebiet verteilt. Die Verwaltung saß in der Handelsschule am Pulverweg, während die Kurse in verschiedenen Schulen und in der Handelskammer untergebracht waren. 1923 sanken die Kursteilnehmerzahlen in der Folge der Hyperinflation rapide. Dennoch baute die Stadt Duisburg in den folgenden Jahren das Kursangebot weiter aus und errichtete auch in Meiderich, Ruhrort und Hamborn Dependancen der Volkshochschule. Am 1. April 1931 musste die Volkshochschule Duisburg aus wirtschaftlichen Gründen ihre Pforten schließen. In der Zeit der nationalsozialistischen Herrschaft war eine Wiedergründung dann unerwünscht.
Ein neuer Anlauf zur Neugründung konnte deshalb erst nach dem Ende des Zweiten Weltkriegs erfolgen. Bereits in der zweiten Sitzung des Kulturausschusses am 12. September 1945 diskutierte man die Etablierung einer Volkshochschule, verschob diese aber aus wirtschaftlichen Gründen. Erst eine im September 1945 herausgegebene britische Kontrollratsverordnung, in der die Bedeutung der Erwachsenenbildung als einem wichtigen Teil der sogenannten Reeducation betont wurde. Am 1. Mai 1946 wurde schließlich der Lehrbetrieb an der Volkshochschule wieder aufgenommen.
| Name                 | Amtszeit  |
| Albert Scheffen      | 1919–1930 |
| Bernhard Kaes        | 1946–1957 |
| Klaus Senzky         | 1957–1980 |
| Hans-Walter Schuster | 1980–2003 |
| Gerhard Jahn         | 2003–2018 |
| Volker Heckner       | seit 2018 |

Zunächst wurde der Betrieb in mehreren, teils noch kriegszerstörten Schulen auf dem Stadtgebiet aufgenommen. Erst in den 1960er Jahren gelang es mit dem „forum“ ein eigenes Haus in zentraler Lage am König-Heinrich-Platz zu erhalten. Hier bestand ein eigenes Tonstudio, in dem der sogenannte Bürgerfunk gesendet wurde. Daneben war hier eine Dunkelkammer und ein Fotostudio, ein Tanzraum und ein Sprachlabor untergebracht. In den 1970er Jahren forcierte die Landesregierung von Nordrhein-Westfalen mit der Novelle des Weiterbildungsgesetzes den Ausbau der Volkshochschulen, was auch das Angebot der Duisburger Schule weiter professionalisierte.
In den 1980er musste die VHS Duisburg in der Folge von Stahlkrise und Strukturwandel einen harten Sparkurs hinnehmen. Dennoch gelang es auch in dieser Zeit einige wichtige Kursangebote, darunter vor allem die Kurse „Deutsch als Fremdsprache“ auszubauen. Im Zuge der kommunalen Neuordnung erweiterte sich das Duisburger Stadtgebiet in den 1970er Jahren erheblich. In der Folge wurden drei VHS-Regionen in der Stadt gegründet: Mitte/Süd mit dem Zentrum in der Stadtmitte, Nord mit einem zentralen Gebäude in Hamborn und West mit den Kursräumen in Rheinhausen.
Die 1990er Jahre waren für die VHS Stadtmitte von mehreren Umzüge geprägt. Um 2000 herum musste ein Teil der Mitarbeiter den König-Heinrich-Platz verlassen und in ein Gebäude in der Friedrich-Wilhelm-Straße umziehen. 2007 war ein Teil der Volkshochschule in der Steinschen Gasse 31 untergebracht. Seit 2015 ist die Hauptverwaltung der Volkshochschule Duisburg zusammen mit dem Zentralgebäude der Stadtbibliothek im sogenannten Stadtfenster in der Steinschen Gasse untergebracht.

## Angebote
Heute bietet die nach der Norm EN ISO 9001 zertifizierte Volkshochschule diverse Kurse in den Bereichen Gesellschaft-Politik-Umwelt, Kultur-Gestalten-Exkursionen, Grundbildung, Schulabschlüsse, Beruf-IT-Technik, Gesundheit-Ernährung, Fremdsprachen, Deutsch als Zweitsprache, VHS-Online und Junge VHS an. Es werden auch Einbürgerungskurse zur Bewältigung des Einbürgerungstestes angeboten. Dazu gibt es Schulische Weiterbildung sowie spezielle Senioren- und Jugendangebote. Zwischen Januar und Mai 2024 bot die VHS Duisburg insgesamt 1.133 Veranstaltungen an, darunter 150 Fremdsprachenkurse. Die Teilnehmer wurden von über 490 Kursleitern betreut. Organisiert ist die VHS Duisburg in drei Regionen mit Geschäftsstellen in den Stadtvierteln Stadtmitte, Homberg und Rheinhausen.
Daneben setzt die VHS Duisburg auf Angebote der Grundbildung, die unter dem Schlagwort „vhs-Lerntreff im Quartier“ zusammengefasst werden. Ziel des Angebots ist die Erhöhung der Alphabetisierungsquote, was mithilfe von aufsuchenden Lernangeboten erreicht werden soll.

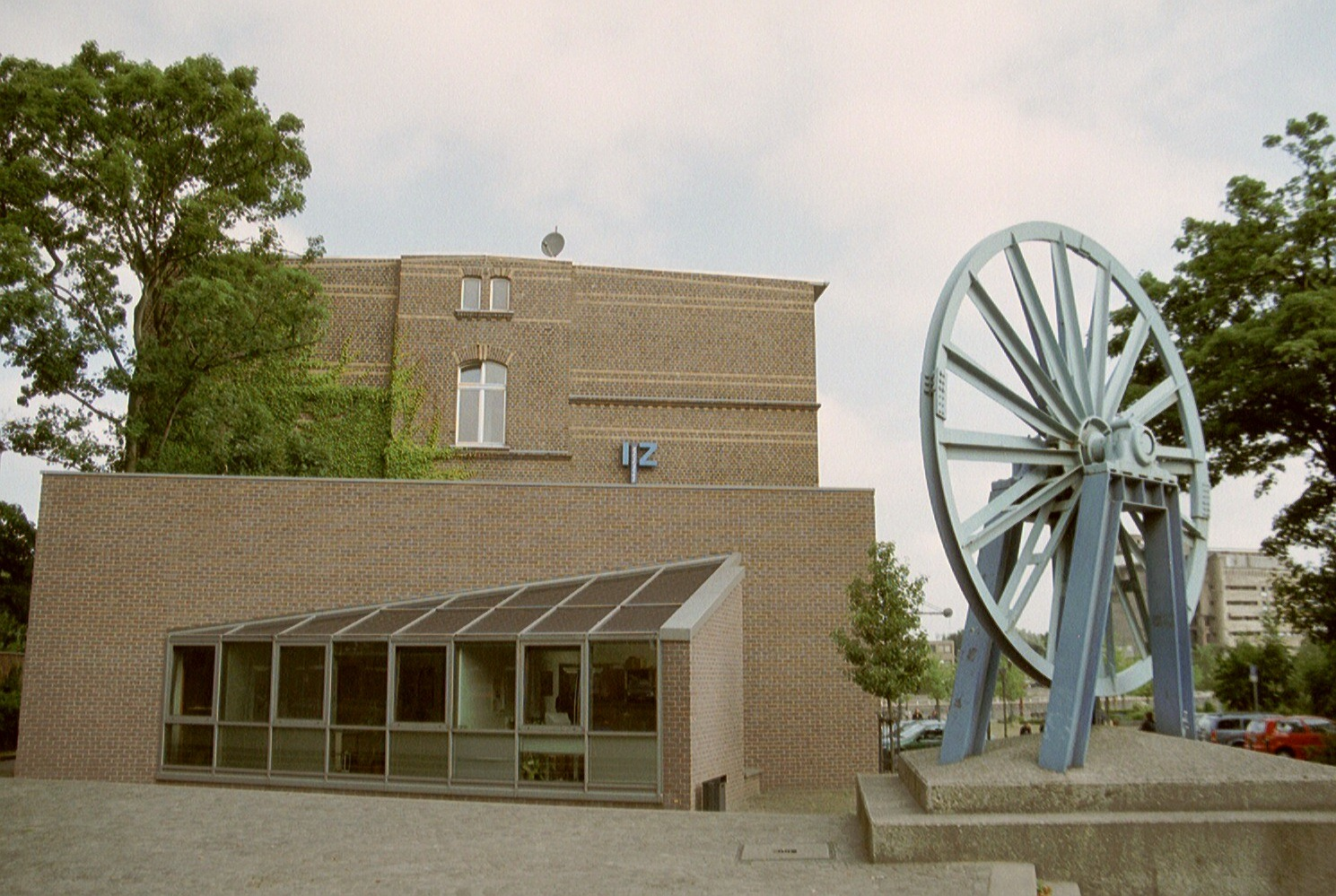
Das Internationale Zentrum am Duisburger Flachsmarkt

### Filmforum
Bereits seit 1959 wurden im Rahmen der Volkshochschularbeit in Duisburg regelmäßig anspruchsvolle Filme unter dem Programmtitel „filmforum“ vorgeführt. Der große Erfolg führte am 27. September 1970 zur Gründung des „filmforums“ der Volkshochschule als fortlaufend spielendes Kino. Die Filmaufführungen fanden zunächst im großen Saal der Volkshochschule Duisburg statt. Später zog man in das Studio M der Mercatorhalle. 1980 bezog man schließlich das eigene Haus im Duisburger Dellviertel. Heute wird das Filmforum als GmbH betrieben.

### Internationales Zentrum (IZ)
Im Jahr 1979 richtete die Volkshochschule Duisburg das Internationale Zentrum ein, in dem insbesondere Migranten eine Plattform für den Austausch gegeben werden sollte. Man bezog mehrere Räumlichkeiten am Flachsmarkt am Rande des Innenhafens. Hier waren neun Kursräume, ein Saal, Büros, ein Café und eine Außenterrasse zu finden. Geleitet wurde das Haus von Wolfgang Esch. 2014 wurde es schließlich aus der Volkshochschule ausgegliedert und zu einem Teil des kommunalen Integrationszentrums umgewandelt.

### Musik- und Kunstschule
Im Jahr 2008 wurde die Niederrheinische Musik- und Kunstschule der Stadt Duisburg als Abteilung in die Volkshochschule eingegliedert. 2013 wurde sie zur Musik- und Kunstschule (MKS) umbenannt. Die MKS prägt mit ca. 400 musikalischen Angeboten das kulturelle Leben der Stadt.